# Deeper Shade of Grey
Deeper Shade of Grey è il quarto album in studio degli Every Mother's Nightmare pubblicato nel 2002 per l'Etichetta discografica Perris Records.

## Tracce
1. Done to Me (EMN) 3:51
2. Until I Break (EMN) 4:06
3. Deeper Shade of Grey (EMN) 4:43
4. See Through U (EMN) 3:51
5. Carbon (EMN) 5:03
6. Takes Your Breath Away (EMN) 3:56
7. Hello Darkness (EMN) 5:15
8. Fly Away (EMN) 3:33
9. Paradise (EMN) 4:30
10. Solid Ground (EMN) 4:56
11. Bathe Me (EMN) 3:44
12. Blind to See (EMN) 4:28
13. (Senza titolo) (EMN) 4:26

## Lineup
- Rick Ruhl - voce
- Jeff Caughron - chitarra
- Travis Hall - chitarra
- Troy Flemming - basso
- Kris Beavers - batteria